# Parirazona
Parirazona es un género de polillas tortrícidas categorizado en la tribu Cochylini, de la subfamilia Tortricinae. Fue descrito por Józef Razowski en 1984.

## Especies
- Parirazona bomana Razowski y Becker, 2007
- Parirazona brusqueana Razowski y Becker, 1993
- Parirazona caracae Razowski y Becker, 2007
- Parirazona dolorosa (Meyrick, 1932)
- Parirazona illota Razowski y Becker, 1993
- Parirazona lagoana Razowski y Becker, 1993
- Parirazona penthinana (Razowski, 1967)
- Parirazona serena (Clarke, 1968)
- Parirazona sobrina Razowski y Becker, 1993